# Nationaal park Lemmenjoki
Het nationaal park Lemmenjoki (Fins: Lemmenjoen kansallispuisto/ Samisch: Leammi álbmotmeahcci/ Zweeds: Lemmenjoki nationalpark) ligt in het noorden van Finland in de regio Lapland. Het park werd opgericht in 1956 en werd sindsdien tweemaal uitgebreid, de huidige oppervlakte bedraagt 2850 km², waardoor het nationaal park Lemmenjoki het grootste nationaal park van Finland is en een van de grootste van Europa.
Het park heeft zijn naam gekregen van de 80 kilometer lange rivier Lemmenjoki die dwars door het park stroomt. De Finse naam is afgeleid van de Samische naam Lemmee.
Het park grenst aan het Nationaal park Anárjohka in Noorwegen.
Er zijn ongeveer 60 kilometer paden in het nationaal park met zelfs enkele bruggen en boten. Er zijn meer dan tien gratis hutjes in het park en drie hutten die men kan huren.